# Duel in the Sun

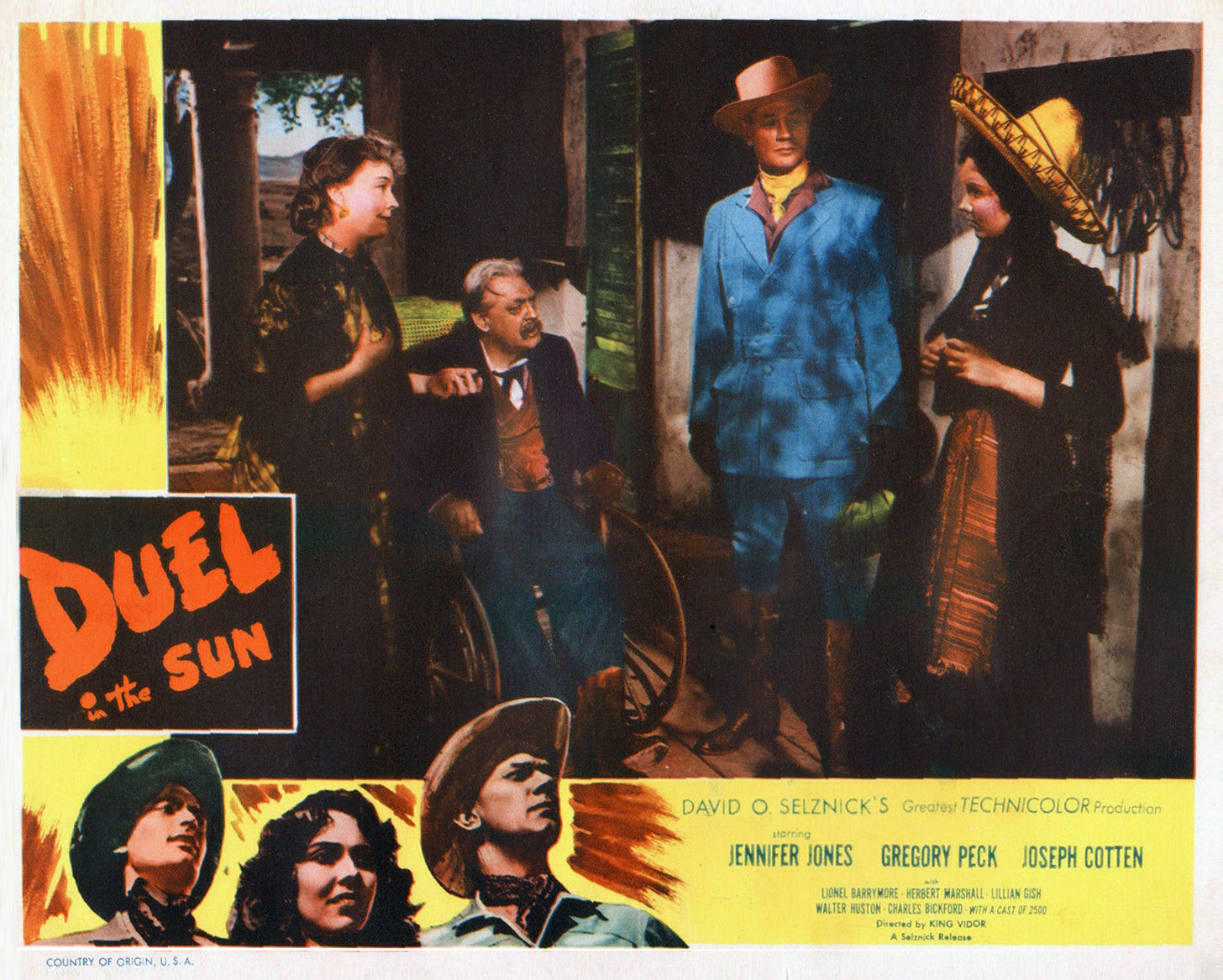
Filmposter.

Duel in the Sun is een Amerikaanse western in Technicolor uit 1946 onder regie van King Vidor. De film is gebaseerd op de gelijknamige roman uit 1944 van Niven Busch. Destijds werd het in Nederland uitgebracht onder de titel Duel in de zon.

## Verhaal
Voordat Scott Chavez wordt opgehangen voor het plegen van de moord op zijn Indiase vrouw en haar minnaar, belooft hij zijn dochter Pearl dat ze zal opgroeien om een echte dame te worden. Scotts voormalige geliefde Laura Belle McCanles biedt Pearl onderdak aan in haar boerderij in Texas. Daar woont Laura Belle met haar echtgenoot, een senator, en haar twee zonen Jesse en Lewt. Ze wordt verliefd op de vriendelijke Jesse, maar voelt zich ook aangetrokken tot de avontuurlijke Lewt.
Op een dag krijgt de familie te horen dat er een spoorweg gebouwd zal worden op hun land. De senator haalt al zijn mannen om dit tegen te houden. Hierbij wordt geweld niet geschuwd. Jesse, die werkt als een advocaat, wil een bloedbad vermijden en kiest partij voor de mannen die de spoorweg bouwen. De senator is razend als hij dit hoort en verbant hem. Op een avond zijn Lewt en Pearl alleen thuis. Lewt maakt gebruik van deze gelegenheid om haar te verleiden. Jesse is hier getuige van en wordt achtergelaten met een gebroken hart.
Hij vertelt Pearl dat hij nog steeds van haar houdt, maar dat hij nooit kan vergeten wat hij zojuist heeft gezien. Na dit incident besluit Pearl te trouwen met Lewt. Als Lewt duidelijk maakt daar geen interesse in te hebben, trouwt ze met de veel oudere Sam Pierce. Lewt ziet rood van woede en vermoordt Sam. Al snel wordt er een beloning beloofd aan degene die hem vangt. Om die reden vlucht Lewt naar Mexico. Pearl wil dolgraag met hem mee gaan, maar hij staat dit niet toe.
Pearl wordt achtergelaten met de senator en de inmiddels stervende Laura Belle. De senator was lang boos op zijn vrouw, omdat hij haar verantwoordelijkheid hield voor zijn gebondenheid aan een rolstoel. Hij realiseert zich echter dat het zijn eigen schuld was en legt het bij met haar. Vlak daarna komt ze te overlijden. Niet veel later arriveert Jesse op de boerderij. Hij is inmiddels verloofd met Helen Langford, maar heeft nog steeds gevoelens. Ondertussen is ook Lewt teruggekomen om Pearl te zien, maar hij wordt neergeschoten door Jesse.
Lewt probeert zijn broer aan te vallen, maar Pearl weet dat hij Jesse zal vermoorden. Daarom houdt ze hem tegen door te zeggen dat ze met hem wil afspreken. Ze heeft de bedoeling Lewt te vermoorden en schiet hem later die dag neer. Lewt is vol verbazing en schiet terug. Beiden raken gewond en sterven in elkaars armen onder de zon.

## Rolverdeling
| Acteur            | Personage                |
| ----------------- | ------------------------ |
| Jennifer Jones    | Pearl Chavez             |
| Joseph Cotten     | Jesse McCanles           |
| Gregory Peck      | Lewton 'Lewt' McCanles   |
| Lionel Barrymore  | Senator Jackson McCanles |
| Herbert Marshall  | Scott Chavez             |
| Lillian Gish      | Laura Belle McCanles     |
| Walter Huston     | 'The Sinkiller'          |
| Charles Bickford  | Sam Pierce               |
| Harry Carey       | Lem Smoot                |
| Joan Tetzel       | Helen Langford           |
| Tilly Losch       | Mevrouw Chavez           |
| Butterfly McQueen | Vashti                   |

## Achtergrond
Filmstudio RKO Radio Pictures kocht de rechten van het boek in 1944 en wilde het verfilmen met John Wayne en Hedy Lamarr in de hoofdrollen. Aanvankelijk zou Teresa Wright de hoofdrol spelen. Ze hoopte met die rol een einde te maken aan haar brave imago. Ze werd echter zwanger en was genoodzaakt zich terug te trekken. Het scenario werd echter niet goedgekeurd door de filmkeuring. Zij waren van mening dat seks, moord en wraak niet toegestaan mocht worden voor een filmthema.
De schrijver van het boek wilde Jennifer Jones in de hoofdrol. David O. Selznick, die Jones zag als zijn protegé, wilde niet dat ze zou spelen in een film met een beginnende producent en besloot daarom zelf de rechten over te kopen. Hij huurde King Vidor in om de film te regisseren en werkte zelf mee aan het scenario. Hij wilde dat het een film zou worden die het succes van Gone with the Wind (1939) zou overstijgen. Hij was daarom niet zuinig met het budget en liep ook veel vertragingen op. Er werden uiteindelijk zeven regisseurs aangenomen om aan de film te werken, maar enkel Vidor werd genoemd in de voortiteling. Hij gaf alleen al $2 miljoen uit aan de promotie van de film, een destijds enorm bedrag.
De voorbereidingen begonnen in maart 1945 en al snel werd duidelijk dat alles draaide om Jones. Selznick wilde van haar een superster maakte en deed dat door haar als seksobject af te beelden in deze film. Ze had zelf minder positieve ervaringen met de opnames. De temperatuur viel haar tegen en op een draaidag raakte ze gewond toen ze in de eindscène op rotsen moest klimmen. Selznick hield geen rekening met de filmkeuring. Zo wilde hij dat er meer bloed te zien was in de laatste scène. Vidor weigerde dit te doen en verliet in augustus 1946 uiteindelijk de set. Daarom werden de laatste draaidagen begeleid door regisseur William Dieterle.
De filmkeuring sprak over de seksuele lading in de film vol schande. Er kwam veel ophef over de verkrachtingsscène. Dit resulteerde in nog meer publiciteit. De film werd gemaakt in Technicolor en een lancering werd gepland aan het einde van 1946. Er kwam echter een opstand bij de studio van Technicolor, waardoor de film slechts in twee bioscoopzalen opende. Een nationale uitbrengst volgde pas in de zomer van 1947. Er waren geruchten dat Metro-Goldwyn-Mayer de film zou uitbrengen. Nadat de studio dat weigerde te doen, besloot Selznick zijn eigen distributiemaatschappij op te richten om de film uit te brengen: Selznick Releasing Organization.
De film werd zeer negatief ontvangen door de pers en kreeg de bijnaam Lust in the Dust. Duel in the Sun kreeg in de tijd van uitbrengst negatieve aandacht, omdat bekend werd gemaakt dat Selznick en Jones een affaire hadden met elkaar. Ze waren allebei getrouwd en om die reden werd er gesproken van een schandaal. Desondanks kwam het publiek massaal op de film af. Door het grote budget was de winst echter niet zeer groot. Wel stond Duel in the Sun op nummer drie op de lijst van films uit 1946 die het meeste geld opbrachten, na Song of the South en The Best Years of Our Lives. In meer recente jaren is de mening over de film veranderd. Filmkenners, zoals Martin Scorsese, beweren dat de film zijn tijd ver vooruit was.

## Prijzen en nominaties
| Jaar | Prijs  | Categorie                | Genomineerde(n) | Uitslag     |
| ---- | ------ | ------------------------ | --------------- | ----------- |
| 1947 | Oscars | Beste actrice            | Jennifer Jones  | Genomineerd |
| 1947 | Oscars | Beste vrouwelijke bijrol | Lillian Gish    | Genomineerd |